# Mount Littlepage
Mount Littlepage ist ein über 2000 m hoher Berg im ostantarktischen Viktorialand. Er ragt westlich des nördlichen Endes der Willett Range zwischen dem Mount DeWitt und dem Mount Dearborn in den Head Mountains auf.
Das Advisory Committee on Antarctic Names benannte ihn 1964 nach Jack L. Littlepage, Biologe auf der McMurdo-Station im antarktischen Winter 1961, der dort zudem in den antarktischen Sommern zwischen 1959 und 1960 sowie zwischen 1961 und 1962 tätig war.